# Heinz-Christian Strache

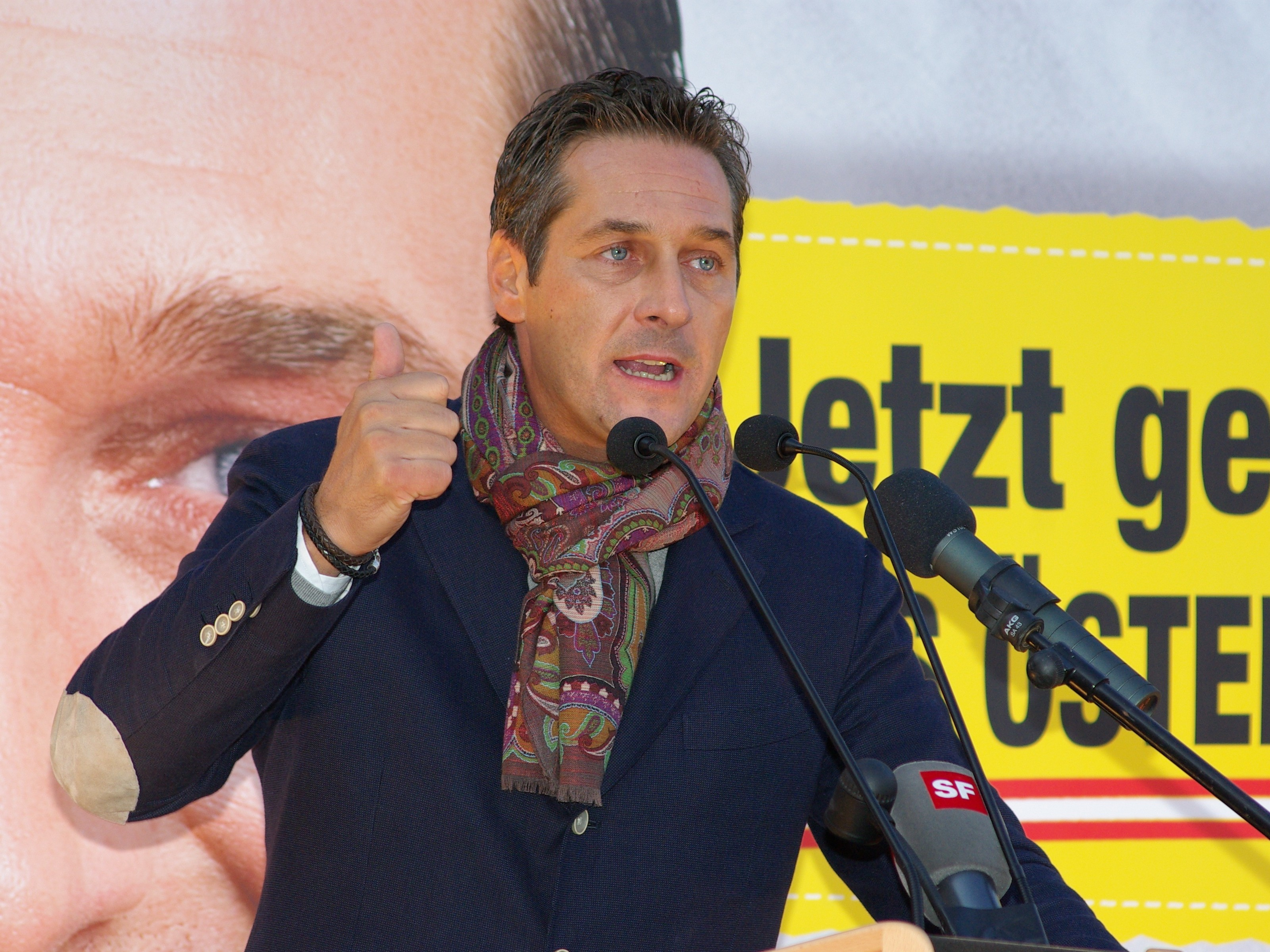
Heinz-Christian Strache (2008)

Heinz-Christian Strache (* 12. června 1969 Vídeň) je rakouský politik a bývalý předseda Svobodné strany Rakouska (FPÖ). Od 18. prosince 2017 do května 2019 byl rakouským vicekancléřem a ministrem pro úředníky a sport v koaliční první vládě Sebastiana Kurze, vytvořené spolu s Rakouskou lidovou stranou (ÖVP). 18. května 2019 oznámil rezignaci na své funkce pod vlivem skandálu s videem, na kterém měl údajně slibovat státní zakázky výměnou za pomoc od falešného příbuzného ruského oligarchy před volbami. V roce 2020 rakouský deník Kronen Zeitung údajně zjistil, že obsah celé nahrávky si protiřečí s původní čtyřminutovou sestříhanou nahrávkou a je na ní slyšet, že Strache odmítá nelegální jednání.´V srpnu 2021 uložil soud ve Vídni Strachemu podmíněný trest 15 měsíců odnětí svobody, když ho uznal soud vinným z přijetí úplatku. Proti rozsudku se ještě Strache může odvolat.

## Soukromý život

### Původ a studium
Z otcovy strany má sudetoněmecké předky. Vyučil se zubním technikem, následné studium historie a filozofie na Vídeňské univerzitě nedokončil.

### Osobní život
Heinz-Christian Strache je ženatý, jeho manželkou je od roku 2016 Philippa Strache (roz. Beck).

## Politická kariéra

### Dlouholetý předseda FPÖ (2005–2019)
Dne 23. dubna 2005 byl poprvé na stranickém sjezdu se ziskem 90,11% odevzdaných hlasů zvolen předsedou Svobodné strany Rakouska (FPÖ). Při druhé kandidatuře na předsedu na sjezdu strany v  Innsbrucku v roce 2007 potvrdil svůj mandát, když obdržel 389 z celkových 396 hlasů (94,85 %).
V letech 2006 a 2008 získal mandát v rakouské Národní radě. V květnu roku 2009 byl v Linci opět zvolen předsedou strany se ziskem 97,23 %, když pro něho hlasovalo 421 z 433 přítomných delegátů. V červnu roku 2011 dostal Strache na stranickém sjezdu ve Štýrském Hradci 94,36 % hlasů. Pro jeho znovuzvolení předsedou strany se vyslovilo 519 z celkových 550 delegátů.
V roce 2013 byl na sjezdu ve Štýrském Hradci opětovně zvolen předsedou strany, když oslovil 96,32 %, tedy 471 z 497 přítomných delegátů. Nastoupil tak již do svého pátého funkčního období v řadě. V listopadu roku 2014 byl zvolen poměrem 99,23 % hlasů (tj. 388 z celkových 391) jednoznačně předsedou vídeňské organizace FPÖ, což bylo na úrovni předchozích hlasování let 2010 (99,12 %) a 2012 (99,21 %), avšak o poznání méně nežli v roce 2008 (99,38 %).
Na začátku března roku 2017 byl Heinz-Christian Strache opětovně potvrzen ve funkci stranického předsedy, když získal na sjezdu v korutanském Klagenfurtu 98,7 % hlasů od cca 700 přítomných delegátů.

### Rakouský vicekancléř a ministr
Strache byl dne 18. prosince 2017 spolkovým prezidentem Alexandrem Van der Bellenem jmenován rakouským vicekancléřem a ministrem pro úředníky a sport v koaliční vládě Sebastiana Kurze, vytvořené spolu s Rakouskou lidovou stranou (ÖVP). 18. května 2019 ohlásil rezignaci na své funkce ve vládě pod vlivem skandálu s videem, ve kterém spolu s dalším politikem FPÖ, Johannem Gudenusem, měl údajně slibovat údajné "neteři ruského oligarchy" pomoc s dojednáním zakázek ze státního rozpočtu výměnou za pomoc před volbami. Strache rovněž oznámil rezignaci na post předsedy FPÖ. Na této pozici ho nahradil Norber Hofer. V létě následující roku zjistil rakouský deník Kronen Zeitung, že obsah celé nahrávky si protiřečí s původní čtyřminutovou sestříhanou nahrávkou a je na ní slyšet, že Strache odmítá nelegální jednání. V září 2020 pak rakouská prokuratura zastavila vyšetřování Stracheho, Gudenuse a dalšího bývalého poslance FPÖ Markuse Tschanka.

### Volby do Evropského parlamentu v Rakousku 2019
Ve volbách do Evropského parlamentu v roce 2019 kandidoval za FPÖ, na kandidátce byl na 42. místě. Strana nakonec získala tři mandáty, Strache obdržel více než 45 tisíc preferenčních hlasů a měl se stát poslancem, mandát ale nakonec odmítl.

### Vyloučení ze strany
V prosinci roku 2019 byl Strache vyloučen z FPÖ. Důvodem vyloučení bylo podezření ze zpronevěry stranických peněz.